# Guarnerio d'Artegna
Guarnerio d'Artegna (Pordenone, 1410 circa – San Daniele del Friuli, 10 ottobre 1466) è stato un umanista italiano.

## Biografia
Rimasto presto orfano di padre, viene adottato dalla famiglia Panciera e segue a Roma il cardinale Antonio, che per la porpora cardinalizia aveva rinunciato all'incarico di patriarca di Aquileia. Il giovane Guarnerio si forma all'interno della curia romana, frequentando soprattutto gli esponenti veneti e friulani, uno su tutti Gabriele Condulmer, eletto papa nel 1431 col nome di Eugenio IV. Sempre nello stesso anno eredita la biblioteca di Antonio Panciera, composta soprattutto da libri inerenti al diritto canonico, e divenuto diacono continua a vivere a Roma svolgendo attività di segretario del patriarca Biagio Molin, reggente gli uffici della Cancelleria Apostolica.
Nominato canonico di Aquileia, continua a vivere presso la sede papale almeno sino al 1434; è in questi anni infatti che da una relazione gli nasce la figlia Pasqua, che lo seguirà per il resto della sua vita. Nominato "litterarum apostolicarum abbreviator" nel 1436, assurge al privilegio di esenzione dal giudice ordinario, accordatogli da Eugenio IV a Firenze il 14 dicembre 1439 durante il Concilio. Negli anni seguenti Guarnerio vede accrescere il suo ruolo nella politica ecclesiastica presso Venezia, quale mediatore tra gli interessi del papato e la Serenissima, che aveva espugnato il Friuli ponendo fine ai settecento anni di dominio del Patriarcato di Aquileia. Probabilmente nel 1445 viene ordinato sacerdote: è infatti nominato "plebanus Sancti Danielis", ovvero parroco di San Daniele del Friuli, oltre che canonico di Udine. Sempre nel 1445 Guarnerio viene designato come vicario generale sostituto del patriarca Ludovico Trevisan, che risiedeva a Roma, divenendo di fatto il reggente, per circa una decina di anni, della curia patriarcale e del tribunale ecclesiastico della vastissima diocesi di Aquileia. Il suo impegno si rivolge soprattutto alla moralizzazione del clero, osteggiando il concubinato e rendendo obbligatoria la residenza presso le sedi assegnate.
Nel 1454 lascia l'incarico e si trasferisce da Udine a San Daniele del Friuli, ma è solo del 25 agosto 1456 la compilazione dell'inventario dei suoi libri per il trasloco definitivo presso la nuova residenza. Il 7 ottobre 1466, prossimo alla morte, detta il suo testamento, in cui lega la sua raccolta libraria alla chiesa di San Michele, cedendo "tutti li suoi libri che si ritrovava havere, con obligo alla Chiesa di far fabricare in loco honesto et condecente una libraria et in quella tutti l'istessi libri ponere, con sue catene ligati, et ivi conservarli per uso dell'istessa Chiesa et che non siano mai levati di detta libraria per accomodar altri. Et se alcuno volesse sopra detti libri legere o studiare et al Consilio et Comunità piacesse, possa sopra detti libri e nell'istessa libraria e non altrove legere et studiare con licenza del Consiglio et Comunità di San Daniele". Sono queste le parole che fissano la nascita della Biblioteca guarneriana, una tra le prime biblioteche pubbliche d'Italia.